# Лучник и копьеносец

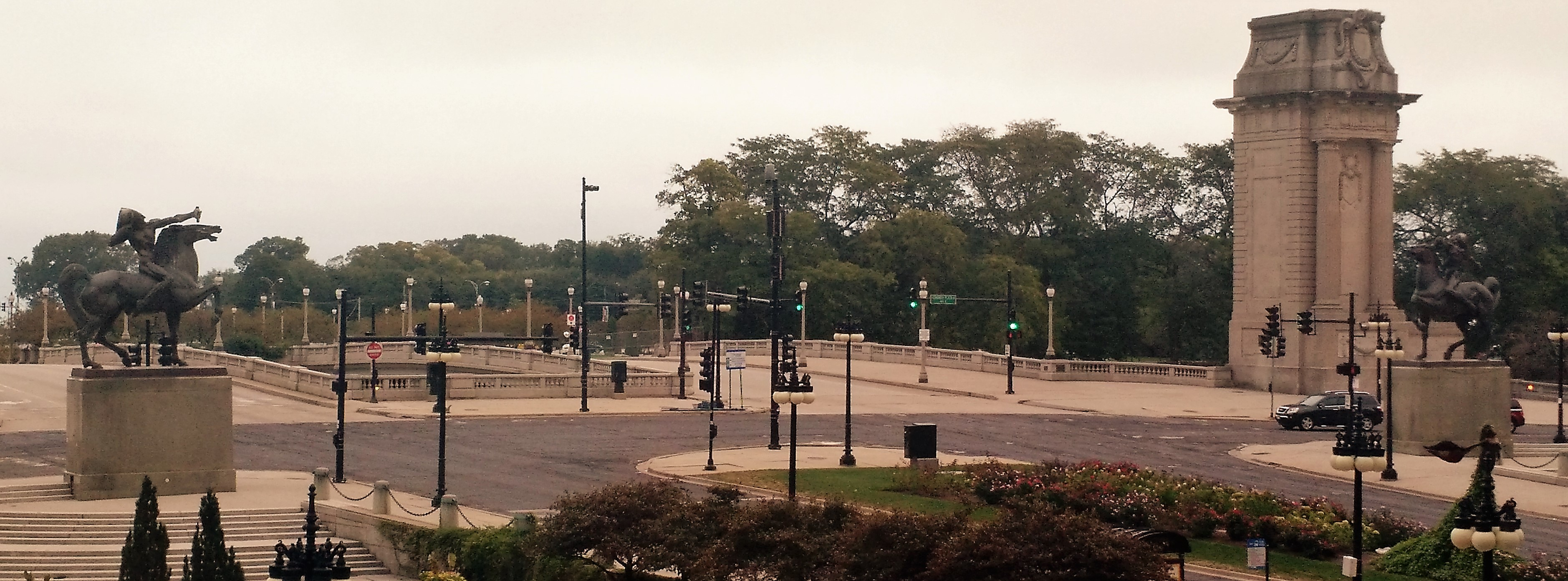
Общий вид

«Лучник и копьеносец» (англ. The Bowman and The Spearman) ― композиция из двух бронзовых скульптур, изображающих воинов-привратников. Расположена на Конгресс-Плаза в Чикаго. 

## Описание
Скульптуры были созданы в Загребе хорватским скульптором Иваном Мештровичем и установлены у входа в Грант-парк в 1928 году. Финансирование установки памятников осуществлял фонд Бенджамина Фергюсона.
Каждая статуя имеет высоту 17 футов (5,1816 метра) и находится на 18-футовом (5,4864 метра) гранитном постаменте.

## Галерея

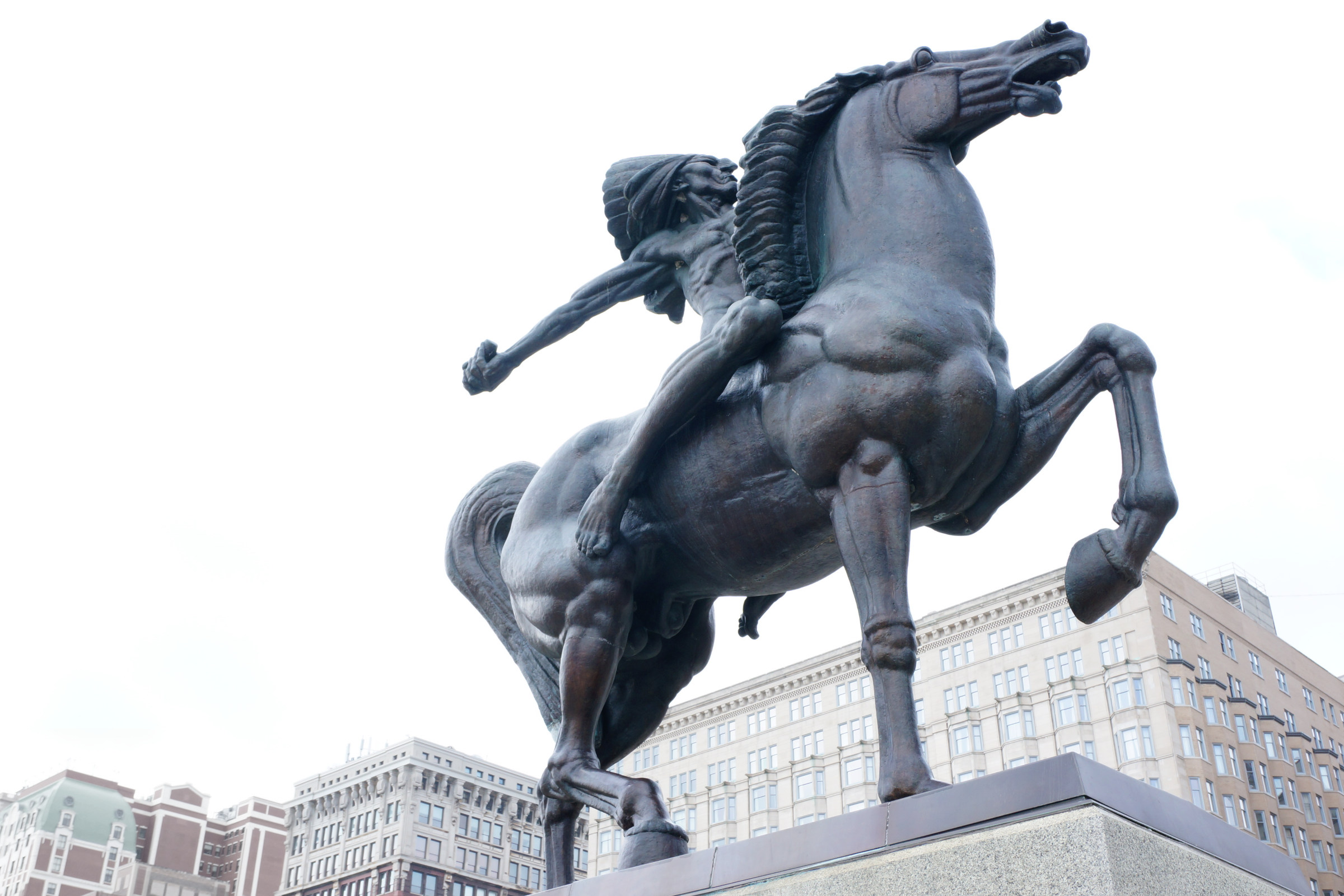
Копьеносец
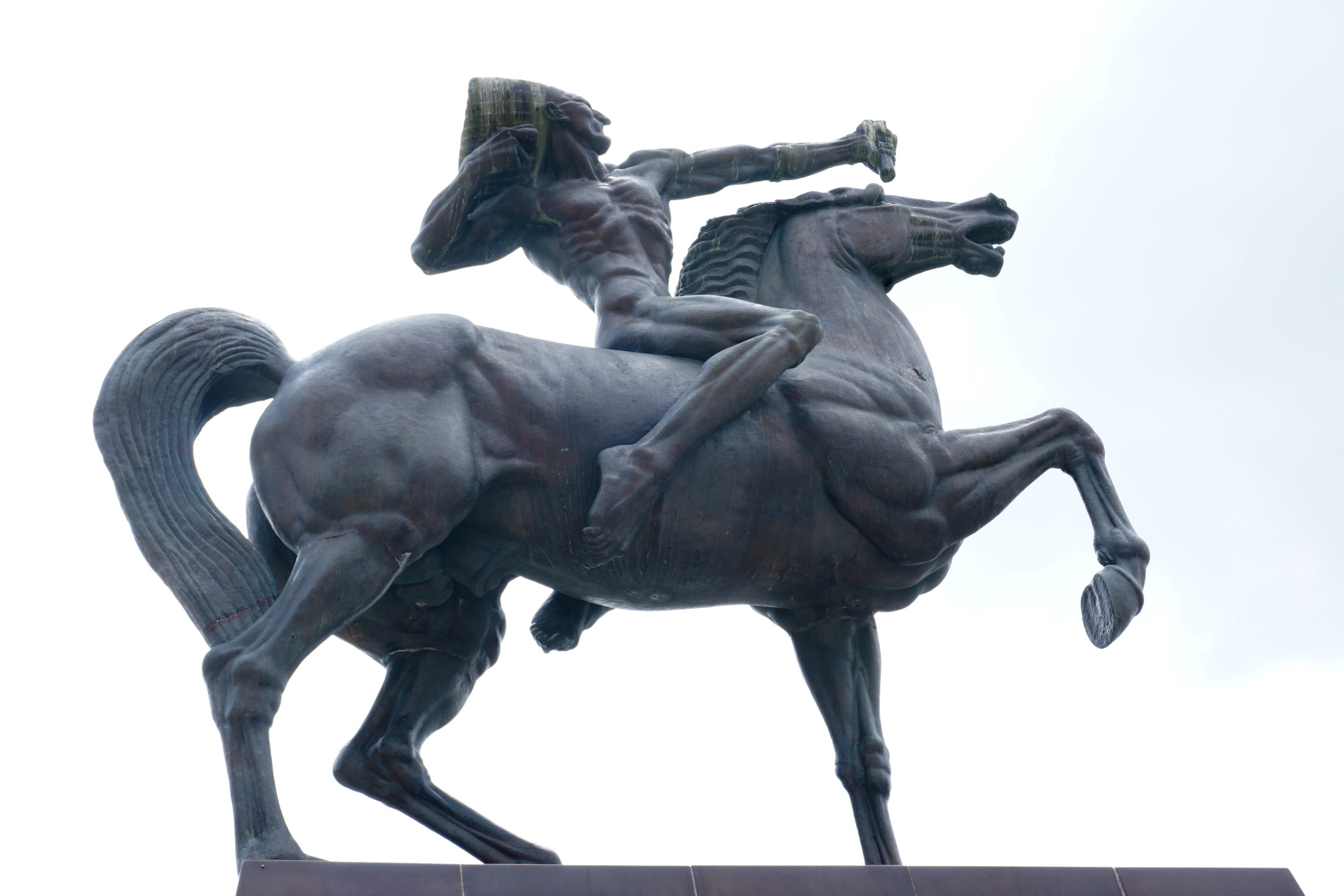
Лучник

## Координаты
- Лучник: 41°52′34″ с. ш. 87°37′25″ з. д.HGЯO
- Копьеносец: 41°52′32″ с. ш. 87°37′25″ з. д.HGЯO